# AKA (film)
AKA (Gorzko, gorzko!) è un film del 2023, diretto da Morgan S. Dalibert.

## Trama
Adam Franco, agente sotto copertura, deve affrontare una nuova missione: infiltrarsi in un'organizzazione criminale francese per cercare di sventare un attacco terroristico a Parigi.

## Distribuzione
Il film è stato distribuito sulla piattaforma Netflix a partire dal 28 aprile 2023.